# Mussy-la-Fosse
Mussy-la-Fosse is een gemeente in het Franse departement Côte-d'Or (regio Bourgogne-Franche-Comté) en telt 77 inwoners (2009). De plaats maakt deel uit van het arrondissement Montbard.

## Geografie
De oppervlakte van Mussy-la-Fosse bedraagt 4,4 km², de bevolkingsdichtheid is dus 17,5 inwoners per km².
De onderstaande kaart toont de ligging van Mussy-la-Fosse met de belangrijkste infrastructuur en aangrenzende gemeenten.

## Demografie
Onderstaande figuur toont het verloop van het inwonertal (bron: INSEE-tellingen).